# Спонзоруше
Спонзоруше (шп. Sin senos no hay paraíso) колумбијско-америчка је теленовела, продукцијске куће Телемундо, снимана током 2008. и 2009.
У Србији је емитована током 2008. и 2009. на телевизији Кошава.

## Синопсис
Ово је прича о Каталини, младој девојци скромног порекла, која је спремна на све како би побегла од сиромаштва и остварила своје снове. 
Њена мајка Хилда, вредна жена која није у могућности да својој деци омогући луксуз, троши безграничну енергију да би изгурала своју децу на прави пут. Међутим, упркос њеним напорима, Бајрона и Каталину мучи огроман несклад између потреба и могућности.
Бајрон, уморан од ситуације у којој се налази, поводи се екстравагантним светом мафије и нарко-дилера и постаје плаћени убица. С друге стране, Каталина је лепа али не и остварена девојка. По угледу на своје другарице жели да зарађује на најлакши начин - проституцијом. Међутим, једна ствар је спречава у томе - мале груди.
Цесика, њена најбоља другарица, ушла је у свет проституције са добро осмишљеним планом. Она регритује, одабира и води групе привлачних жена нарко-дилерима и за то зарађује новце. Уз њену помоћ Каталина свесно улази у тај посао захваљујући коме успева да оствари своје амбиције, уграђује силиконе и извлачи се из сиромаштва.
Међутим, све то пропратиће мноштво понижења, емотивних падова и разочарања која ће проузроковати низ трагедија, како у Каталинином, тако и у животима особа које највише воли.

## Улоге
| Глумац:               | Улога:              |
| --------------------- | ------------------- |
| Кармен Виљалобос      | Каталина            |
| Катерине Сијачоке     | Хилда               |
| Марија Фернанда Јепез | Џесика              |
| Фабијан Риос          | Албејро             |
| Хуан Дијего Санчез    | Бајрон              |
| Ајлин Мухика          | Лорена              |
| Грегорио Пернија      | Тити                |
| Гиљермо Пинтаниља     | Мартинез            |
| Алехандра Пинзон      | Паола               |
| Каролина Сепулведа    | Химена              |
| Каролина Бетанкоурт   | Ванеса              |
| Линда Балдрић         | Наталија            |
| Лаура Лондоњо         | Лина                |
| Софија Лама           | Хулијета            |
| Роберто Матеос        | Хосе Мигел Карденас |
| Габријел Порас        | Фернандо Реј        |
| Данило Сантос         | Кардона             |
| Рамиро Менесес        | Рамиро              |
| Али Хумар             | Морон               |
| Хуан Пабло Шак        | Маурисио Контенто   |
| Цезар Мора            | Марсијал            |
| Едмундо Троја         | Антонијо            |
| Франсиско Боливар     | Хота                |